# Compsophorus nigricoxatus
Compsophorus nigricoxatus är en stekelart som först beskrevs av Morley 1915.  Compsophorus nigricoxatus ingår i släktet Compsophorus och familjen brokparasitsteklar. Inga underarter finns listade i Catalogue of Life.